# 雅庫布·希維爾喬克
雅庫布·希維爾喬克（波蘭語：Jakub Świerczok，1992年12月28日—），波蘭職業足球員，司職邊鋒，現效力日職球隊名古屋鯨魚，代表波蘭國家足球隊參加國際賽事。曾隨隊參加2020年歐洲足球錦標賽。

## 俱樂部生涯
2012年1月1日，德甲球會凱撒勞頓從波蘭足球甲級聯賽俱樂部普隆尼亞比唐簽入前鋒雅庫布·希維爾喬克，簽約至2015年6月30日。轉會費為42萬歐元。
2012年7月，凱撒勞頓將波蘭前鋒希維爾喬克租借到波蘭足球甲級聯賽俱樂部皮亞斯特一個賽季。
上賽季，希維爾喬克從盧多戈雷茨租借回到了皮亞斯特。他為皮亞斯特打進15粒進球。
皮亞斯特官方宣佈，球隊從盧多戈雷茨買斷了波蘭國腳希維爾喬克。
名古屋鯨魚官方宣佈，波蘭足球甲級聯賽俱樂部皮亞斯特的波蘭前鋒雅庫布·希維爾喬克加盟。

## 國家隊生涯
在2021年6月的兩場友誼賽中，希維爾喬克得到了首發出場的機會，他在對俄羅斯的比賽中打入一球。
希維爾喬克憑借出色的發揮還入選了波蘭國家足球隊參加2020年歐洲杯大名單，並在對陣瑞典時完成出場。

## 外部連結
- 90minut.pl网站上Jakub Świerczok的资料（波兰語）
- fussballdaten.de：Jakub Świerczok之統計數據 （德文）
- 雅庫布·希維爾喬克在 National-Football-Teams.com 上的出场纪录